# Carl Herman Kraeling
Carl Herman Kraeling est un théologien, historien et archéologue américain, né à Brooklyn le 10 mars 1897 et mort à New Haven en 1966. Il est surtout connu pour ses publications sur la synagogue et la chapelle chrétienne de Doura Europos.

## Biographie

### Formation
Fils d'un pasteur luthérien de Brooklyn, Carl Kraeling le suivit, tout comme son frère, dans cette voie : après des études à l'université Columbia (1918) et de Université de Pennsylvanie, il obtint son diplôme de théologie au Lutheran Theological Seminary de Philadelphie en 1926. En 1923, il épousa Elsie Dittmer et fut ordonné pasteur luthérien : il exerça au Lutheran Theological Seminary à différents postes pendant neuf ans.

### Carrière universitaire
En 1932, il devint professeur assistant (puis professeur associé) des études néotestamentaires à la Divinity School de l'université Yale. Ses talents reconnus d'organisateur le conduisent au poste de secrétaire-trésorier de l'American Oriental Society (1935-1938), ainsi qu'à la direction des fouilles de Jerash en Jordanie à partir de 1934-1935, alors qu'il était pour un an à la Jerusalem School. En 1947, il fut nommé directeur du département des langues et littératures proche-orientales à Yale tout en occupant la chaire d'études néotestamentaires à la Divinity School. En 1950, il prend la direction de l'Oriental Institute de l'Université de Chicago qu'il exerce conjointement avec celle des American Schools of Oriental Research (1949) jusqu'en 1954, lorsque sa santé précaire l'oblige à une semi-retraite anticipée. Visiting scholar du centre de Dumbarton Oaks en 1962, il en devient, à sa retraite comme professeur émérite de l'Institut oriental de Chicago, l’Acting Librarian en 1964.

### Œuvre
- Anthropos and Son of Man (1937)
- Gerasa, City of the Decapolis (1938)
- John the Baptist, (New York, 1951)
- The Synagogue, The Excavations at Dura-Europos, Final Report VIII.1 (New Haven 1956)